# Платформа 1300-й серии
Платформа 1300-й серии (англ. 1300 Series Satellite Platform или англ. SS/L 1300) — космическая платформа производства американской компании Space Systems/Loral для создания средних и тяжелых геостационарных и высокоэллиптических телекоммуникационных спутников связи, выпускаемая с конца 80-х годов XX века. Производство платформ сосредоточено в городе Пало-Альто в Калифорнии.
На декабрь 2011 на этой платформе были построены 83 спутника связи, 66 из которых находятся в эксплуатации и ещё 25 в производстве.

## История
SS/L 1300 первоначально производилась фирмой Philco-Ford (отделение космических систем Ford Aerospace), но в 1990 году отделение было продано Loral Corp. и новая компания стала называться Space Systems/Loral.
Первым проектом в котором использовалась SS/L 1300 стал проект Superbird. В результате между 1989 и 1992 годом на орбиту были запущены три спутника Superbird (еще один был потерян в результате аварии ракеты-носителя). Спутники Superbird имели следующие характеристики:
- Масса 2300 кг;
- 3-осная системы ориентации;
- Апогейный двигатель R-4D-11;
- 23 транспондера Ku-диапазона, по 50 и 85 Вт, 3 транспондера Ka-диапазона по 29 Вт и 2 транспондера X-диапазона по 47 Вт;
- Полная вырабатываемая мощность 4000 Вт;
- Срок активного существования 10 лет.

## Архитектура SS/L 1300
Современная SS/L 1300 Extended является переработанным вариантом первоначального дизайна, который состоял из центрального цилиндра и крепящихся к нему различных модулей. Хотя общая концепция сохранилась, в данный момент единственным элементом, оставшимся от первого спутника Superbird, который всё еще устанавливается на современные аппараты, является солнечный датчик. Таким образом, современный вариант «SS/L 1300» обладает большей стартовой массой, вырабатывает больше электроэнергии, и срок его активного существования вырос. Характеристики SS/L 1300 Extended:
- Стартовая масса до 7000 кг;
- 12 — 150 активных транспондеров;
- Вырабатываемая мощность до 5 — 25 кВт;
- Срок активного существования более 15 лет.

Как и большинство спутниковых платформ, «SS/L 1300 Extended» состоит из двух основных модулей:
- Модуль служебных систем (МСС) основан на центральном цилиндре, проходящем через всю конструкцию КА и прикрепляющемся к ракете-носителю во время запуска. Цилиндр несёт на себе все остальные элементы модуля: солнечные и аккумуляторные батареи, апогейный двигатель с цистернами для горючего, двигатели коррекции и удержания и другие компоненты[7].
- На модуле полезной нагрузки (МПН) устанавливается всё ретрансляционное оборудование и антенны.